# Llista de monuments d'Espolla
Llista de monuments d'Espolla inclosos en l'Inventari del Patrimoni Arquitectònic Català per al municipi d'Espolla (Alt Empordà). Inclou els inscrits en el Registre de Béns Culturals d'Interès Nacional (BCIN) amb la classificació de monuments històrics i els Béns Culturals d'Interès Local (BCIL) de caràcter arquitectònic.
| Monument                                   | Protecció   | Estil/època                        | Localització                                                                | Coordenades                                          | Codi?         | Imatge |
| ------------------------------------------ | ----------- | ---------------------------------- | --------------------------------------------------------------------------- | ---------------------------------------------------- | ------------- | --- |
| Castell d'Espolla                          | BCIN 828-MH | Obra popular XIII-XIV              | Espolla C. Figueres - c. del Castell                                        | 42° 23′ 25″ N, 3° 00′ 06″ E / 42.390286°N,3.001571°E | RI-51-0005892 | Castell d'Espolla · Vegeu més fotos d'aquest monument · Carregueu una nova foto d'aquest monument                              |
| Església parroquial de Sant Jaume          |             | Romànic, obra popular XII, XVIII   | Espolla Pl. de l'Església                                                   | 42° 23′ 33″ N, 3° 00′ 04″ E / 42.392414°N,3.001047°E | IPA-19537     | Església parroquial de Sant Jaume (Espolla) · Vegeu més fotos d'aquest monument · Carregueu una nova foto d'aquest monument    |
| Societat La Fraternal                      |             | Noucentisme, obra popular XX Inici | Espolla C. Àngel Costal, 4                                                  | 42° 23′ 27″ N, 3° 00′ 03″ E / 42.390701°N,3.000770°E | IPA-19538     | Societat La Fraternal (Espolla) · Vegeu més fotos d'aquest monument · Carregueu una nova foto d'aquest monument                |
| Can Camps, o Cal Marquès                   |             | Gòtic, Obra popular XIV            | Espolla C. de la Costa                                                      | 42° 23′ 31″ N, 3° 00′ 02″ E / 42.391998°N,3.000448°E | IPA-19539     | Can Camps (Espolla) · Vegeu més fotos d'aquest monument · Carregueu una nova foto d'aquest monument                            |
| Casal, o Hotel Canaleta                    |             | Obra popular XVIII                 | Espolla C. Balmanya 24                                                      | 42° 23′ 31″ N, 3° 00′ 05″ E / 42.391845°N,3.001447°E | IPA-19540     | Casal (Espolla) · Vegeu més fotos d'aquest monument · Carregueu una nova foto d'aquest monument                                |
| Ponts del Relliquer, pontets dins el poble |             | Obra popular XVI                   | Espolla Diferents ponts sobre la riera que travessa el poble                | 42° 23′ 36″ N, 2° 59′ 56″ E / 42.393358°N,2.999017°E | IPA-20473     | Ponts del Relliquer (Espolla) · Vegeu més fotos d'aquest monument · Carregueu una nova foto d'aquest monument                  |
| Celler Cooperatiu                          |             | Obra popular XX Mitjan             | Espolla Pg. del Celler, abans de la ctra. de Roses                          | 42° 23′ 18″ N, 3° 00′ 04″ E / 42.388256°N,3.001167°E | IPA-38701     | Celler Cooperatiu (Espolla) · Vegeu més fotos d'aquest monument · Carregueu una nova foto d'aquest monument                    |
| Església de Sant Martí de Baussitges       |             | Preromànic X                       | Espolla Sota els colls de la Maçana i la Carbassera, al vessant de l'Albera | 42° 27′ 00″ N, 3° 00′ 15″ E / 42.449898°N,3.004191°E | IPA-38809     | Església de Sant Martí de Baussitges (Espolla) · Vegeu més fotos d'aquest monument · Carregueu una nova foto d'aquest monument |
| Església de Sant Genís d'Esprac            |             | Preromànic, romànic X, XII         | Espolla Vora la riba dreta de la Regarda, en una fondalada de la seva vall  | 42° 26′ 21″ N, 3° 00′ 32″ E / 42.439203°N,3.008893°E | IPA-38810     | Carregueu una nova foto d'aquest monument                                                                                      |
| Escoles                                    |             | Obra popular XX Mitjan             | Espolla Pg. del Marquès de Camps, 5                                         | 42° 23′ 21″ N, 3° 00′ 04″ E / 42.389193°N,3.001183°E | IPA-39076     | Escoles (Espolla) · Vegeu més fotos d'aquest monument · Carregueu una nova foto d'aquest monument                              |
| El Molí, o Molí d'Orlina                   |             | Obra popular XVII                  | Espolla A uns 2,5 km al nord-est del nucli urbà                             | 42° 24′ 44″ N, 3° 00′ 36″ E / 42.412108°N,3.009982°E | IPA-39078     | El Molí (Espolla) · Vegeu més fotos d'aquest monument · Carregueu una nova foto d'aquest monument                              |
| Mas Freixe                                 |             | Obra popular XVIII                 | Espolla A uns 7 km al nord-est del nucli urbà                               | 42° 26′ 55″ N, 3° 01′ 52″ E / 42.448578°N,3.0312°E   | IPA-39227     | Carregueu una nova foto d'aquest monument                                                                                      |
| Mas Girarols                               |             | Obra popular XVII                  | Espolla A uns 3 km al nord-est del nucli urbà                               | 42° 24′ 56″ N, 3° 01′ 05″ E / 42.415444°N,3.018108°E | IPA-39228     | Mas Girarols (Espolla) · Vegeu més fotos d'aquest monument · Carregueu una nova foto d'aquest monument                         |
| Mas de Sant Martí                          |             | Obra popular XVII                  | Espolla A uns 6 km al nord del nucli urbà                                   | 42° 27′ 02″ N, 3° 00′ 32″ E / 42.450478°N,3.008908°E | IPA-39229     | Carregueu una nova foto d'aquest monument                                                                                      |
| Mas Llope                                  |             | Obra popular XVIII, XXI            | Espolla C. Església, 2                                                      | 42° 23′ 28″ N, 3° 00′ 05″ E / 42.391219°N,3.001298°E | IPA-39230     | Carregueu una nova foto d'aquest monument                                                                                      |
| Conjunt plaça de Sant Jaume                |             | Obra popular XVIII                 | Espolla Pl. Sant Jaume                                                      | 42° 23′ 28″ N, 3° 00′ 03″ E / 42.391052°N,3.000727°E | IPA-39284     | Conjunt plaça de Sant Jaume (Espolla) · Vegeu més fotos d'aquest monument · Carregueu una nova foto d'aquest monument          |
| Can Mascort                                |             | Obra popular XVIII, XX             | Espolla C. Figueres, 8                                                      | 42° 23′ 26″ N, 3° 00′ 04″ E / 42.390602°N,3.001225°E | IPA-39286     | Can Mascort (Espolla) · Vegeu més fotos d'aquest monument · Carregueu una nova foto d'aquest monument                          |
| Casa al carrer del Carme                   |             | Obra popular XVII                  | Espolla C. Carme                                                            | 42° 23′ 27″ N, 3° 00′ 02″ E / 42.390818°N,3.000429°E | IPA-39287     | Casa al carrer del Carme (Espolla) · Vegeu més fotos d'aquest monument · Carregueu una nova foto d'aquest monument             |